# Erreur

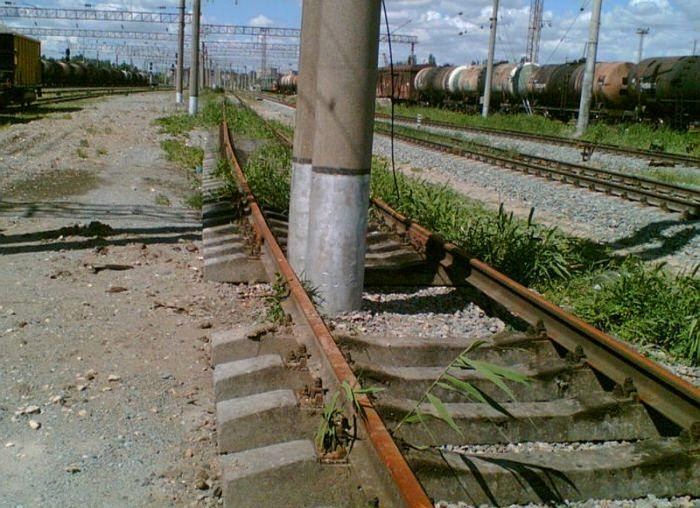
Exemple d'erreur en ingénierie : des poteaux au milieu d'une voie de chemin de fer.

Une erreur (du latin errare, signifiant l'action d'errer, ou un détour) est un acte inadapté à une situation. Erreur peut aussi faire référence à :

## Droit
- Erreur, en droit civil, un des trois vices du consentement lors de la conclusion d'un contrat.
- Erreur judiciaire, « erreur de fait commise par une juridiction de jugement dans son appréciation de la culpabilité d'une personne poursuivie »[2].

## Psychologie
- Erreur humaine, action, opinion, jugement ou réponse inappropriée d'un ou plusieurs individus ;
- L'erreur d'un apprenant (élève, stagiaire…) relève du processus normal d'apprentissage. C'est la méthode essai-erreur, la réussite étant en principe favorisée par la reconnaissance des enseignants ou par la satisfaction de l'apprenant d'avoir réussi.

## Informatique
- Message d'erreur, message signalant un bug dû au dysfonctionnement d'une application  (exemples : exception, erreur système, erreur 404, 405, 406, 407...

## Mathématiques
- Erreur d'approximation et fonction d'erreur de Gauss, utilisée en analyse ;
- Erreur de signes, une erreur courante.

## Sports
- Erreur, terminologie du baseball.

## Autres
- Erreur, en linguistique, écart par rapport à une règle d’une langue ;
- Erreur, en cindyniques, acte ou parole induisant un risque, un danger voire un accident ; lorsque l'acte est volontaire, on ne parle plus d'erreur mais de sabotage, d'acte criminel ou délictueux.
- Erreur de mesure, en métrologie, est la différence entre la valeur mesurée d'une grandeur et une valeur de référence [la concernant] ;
- Erreur statistique, due à l'extrapolation des résultats d'une étude effectuée sur un échantillon.